# Wannock River
Der Wannock River ist ein Fluss im Westen der kanadischen Provinz British Columbia.

## Flusslauf
Der Wannock River bildet den 6 km langen Abfluss des Owikeno Lake zum Rivers Inlet, einem Fjord an der zentralen Westküste von British Columbia, der sich zum Fitz Hugh Sound hin öffnet. Der Wannock River entwässert den 15 m hoch gelegenen Owikeno Lake an dessen westlichem Ende und fließt in westlicher Richtung zum Rivers Inlet. Am Nordufer liegt die Siedlung Oweekeno, Mittelpunkt der Wuikinuxv Nation (Owikeno). Das Einzugsgebiet umfasst 4140 km². Der mittlere Abfluss beträgt 321 m³/s. Zwischen Juni und August führt der Fluss die größten Wassermengen.

## Flussfauna
Im Fluss werden verschiedene Salmoniden gefangen, darunter der Königslachs.